# コムナル (レニングラード州)
コムナル(Kommunar)は、ロシア・レニングラード州の町。人口は2万5798人（2021年）。サンクトペテルブルクから35km南に位置する。

## 歴史
コムナルは1840年代に、このあたりの領主であったYuliya Samoylova伯爵夫人によってGrafskaya Slavyanka村として建設された。1846年には政府がこの地を購入し、Tsarskaya Slavyankaと改称された。1918年までは、settlement at the Rogers and Peiffer factoryとしても知られていた。1953年には都市的集落の地位を得、1993年には町に昇格した。街の主な企業は、コムナル製紙工場である。